# Wise Man's Grandchild
Wise Man's Grandchild (賢者の孫, Kenja no mago, litt. « Le Petit-fils du Sage ») est une série de light novel écrite par Tsuyoshi Yoshioka et illustrée par Seiji Kikuchi ; publiée à l'origine en ligne sur le site Shōsetsuka ni narō, la série est éditée par Kadokawa (anciennement Enterbrain) depuis juillet 2015,. La série suit la vie d'un jeune japonais réincarné dans un nouveau monde en un jeune mage surpuissant appelé Shin Wolford après avoir été recueilli et élevé par le sage de ce monde.
Une adaptation en manga de Shunsuke Ogata est publiée dans le Young Ace Up de Kadokawa depuis mars 2016. Une adaptation en série télévisée d'animation par le studio Silver Link est diffusée pour la première fois entre le 10 avril et le 26 juin 2019,.

## Synopsis
Le puissant sorcier Merlin Wolford, reconnu de tous comme étant un héros et grand sage (賢者, kenja) ayant fait face aux démons, il tombe nez à nez sur un nouveau-né et décide de le recueillir comme son petit-fils. Le bébé, qu'il nomme Shin, est en réalité un jeune japonais décédé lors d'un accident de la route et qui s'est réincarné dans son monde tout en ayant conservé les souvenirs de sa vie antérieur.
Merlin va enseigner à Shin toutes ses connaissances sur ce monde et sur la magie, lui permettant de devenir un puissant sorcier talentueux. Néanmoins, c'est en faisant des réflexions sur le futur de l'enfant à ses 15 ans que le sage se rend compte qu'il avait complètement oublié de lui apprendre le sens commun après avoir passé tant d'années en marge de la société !
Ainsi pour arranger ce problème, Shin est envoyé au royaume d'Earlshide (王国アールスハイド, Ōkoku Ārusuhaido) sous les conseils du roi qu'il appelle « oncle Dis » afin de se sociabiliser en rejoignant l'Académie de magie du royaume, mais aussi atypique qu'il est, il se retrouve impliqué dans divers incidents.

## Personnages
Shin Wolford (シン＝ウォルフォード, Shin Worufōdo)
Voix japonaise : Yūsuke Kobayashi,
August von Earlsheid (アウグスト＝フォン＝アールスハイド, Augusuto fon Ārusuhaido)
Voix japonaise : Shohei Komatsu (ja),
Sizilien von Klode (シシリー＝フォン＝クロード, Shishirī fon Kurōdo)
Voix japonaise : Rina Hon'izumi (ja),
Maria von Messina (マリア＝フォン＝メッシーナ, Maria fon Messhīna)
Voix japonaise : Yūki Wakai (ja),
Merlin Wolford (マーリン＝ウォルフォード, Mārin Worufōdo)
Voix japonaise : Yūsaku Yara,
Melinda Bowen (メリダ＝ボーウェン, Merida Bōwen)
Voix japonaise : Gara Takashima (ja),
Oliver Schtrom (オリバー＝シュトローム, Oribā Shutorōmu)
Voix japonaise : Toshiyuki Morikawa,
Alice Corner (アリス＝コーナー, Arisu Kōnā)
Voix japonaise : Miyu Kubota (ja),
Toll von Flegel (トール＝フォン＝フレーゲル, Tōru Fon Furēgeru)
Voix japonaise : Arisa Shida (ja),
Lynn Hughes (リン＝ヒューズ, Rin Hyūzu)
Voix japonaise : Megumi Yamaguchi (ja),
Yuri Carlton (ユーリ＝カールトン, Yūri Kāruton)
Voix japonaise : Juri Nagatsuma (ja),
Tony Freyd (トニー＝フレイド, Tonī Fureido)
Voix japonaise : Chiaki Kobayashi,
Julius von Littenheim (ユリウス＝フォン＝リッテンハイム, Yuriusu Fon Rittenhaimu)
Voix japonaise : Keisuke Kōmoto (ja),
Mark Bean (マーク＝ビーン, Māku Bīn)
Voix japonaise : Shōta Hayama (ja),
Olivia Stone (オリビア＝ストーン, Oribia Sutōn)
Voix japonaise : Saya Satō,

## Productions et supports

### Light novel
Écrite par Tsuyoshi Yoshioka, Kenja no mago (賢者の孫) est initialement publiée en ligne sur le site au contenu généré par les utilisateurs Shōsetsuka ni narō le 2 janvier 2015, et dont la publication est toujours en cours. Kadokawa (anciennement Enterbrain) a acquis les droits d'éditions de la série pour une publication imprimée et l'a adaptée en format light novel avec des illustrations de Seiji Kikuchi dans leur collection Famitsu Bunko à partir de juillet 2015. À ce jour, dix-sept volumes principaux ont été publiés.
Une préquelle, intitulée Kenja no mago Extra Story (賢者の孫 Extra Story), suit le passé de Merlin et de Melinda 35 ans avant le début de l'histoire principale ; une partie de ce gaiden avait également été publiée par Tsuyoshi Yoshioka sur Shōsetsuka ni narō avant d'être supprimée à la suite de son édition en light novel avec les illustrations de Seiji Kikuchi en novembre 2017. Deux volumes sont disponibles à ce jour.

#### Liste des volumes

##### Kenja no mago
| no | Japonais                                               | Japonais          | Japonais          |
| no | Titre                                                  | Date de sortie    | ISBN              |
| -- | ------------------------------------------------------ | ----------------- | ----------------- |
| 1  | Jōshiki-yaburi no shin'nyūsei (常識破りの新入生)       | 30 juillet 2015   | 978-4-04-105036-1 |
| 2  | Hatenkōna shin eiyū (破天荒な新英雄)                   | 15 octobre 2015   | 978-4-04-730766-7 |
| 3  | Shijō saikyō no mahō-shi shūdan (史上最強の魔法師集団) | 29 février 2016   | 978-4-04-730977-7 |
| 4  | Tenka musō no maō kōrin (天下無双の魔王降臨)           | 30 juillet 2016   | 978-4-04-734219-4 |
| 5  | Kyōrandotō no sangoku kaidan (狂瀾怒濤の三国会談)      | 30 novembre 2016  | 978-4-04-734349-8 |
| 6  | Eishisassō no jinshi kōtan (英姿颯爽の神使降誕)        | 30 mars 2017      | 978-4-04-734540-9 |
| 7  | Gōyū musō no eiyū sairin (豪勇無雙の英雄再臨)          | 30 septembre 2017 | 978-4-04-734777-9 |
| 8  | Yūki enraku no eiyū seitan-sai (遊嬉宴楽の英雄生誕祭)  | 30 mars 2018      | 978-4-04-735053-3 |
| 9  | Kyōtendōchi no majin shūrai (驚天動地の魔人襲来)       | 29 décembre 2018  | 978-4-04-735427-2 |
| SP | Ōjo-sama funtō-ki (おうじょさま奮闘記)                 | 30 mars 2019      | 978-4-04-735551-4 |
| 10 | Fudōfukutsu no maō-sama (不撓不屈の魔王さま)           | 29 juin 2019      | 978-4-04-735671-9 |
| 11 | Ikkitōsen no shin eiyū (一騎当千の新英雄)              | 30 octobre 2019   | 978-4-04-735758-7 |
| 12 | Aienkien'na nakama-tachi (合縁奇縁な仲間たち)          | 30 mars 2020      | 978-4-04-736024-2 |
| 13 | Raigō dengeki no ma ryū tōbatsu (雷轟電撃の魔竜討伐)   | 30 septembre 2020 | 978-4-04-736186-7 |
| 14 | Eiyō eiga no shin sekai (栄耀栄華の新世界)             | 30 mars 2021      | 978-4-04-736507-0 |
| 15 | Wakiaiaina otome-tachi (和気藹々な乙女たち)            | 30 septembre 2021 | 978-4-04-736780-7 |
| 16 | Shimensoka no tensei-sha (四面楚歌の転生者)            | 28 février 2022   | 978-4-04-736930-6 |
| 17 | Eien mukyū no eiyūtan (永遠無窮の英雄譚)               | 29 novembre 2022  | 978-4-04-737234-4 |

##### Kenja no mago Extra Story
| no | Japonais                                             | Japonais         | Japonais          |
| no | Titre                                                | Date de sortie   | ISBN              |
| -- | ---------------------------------------------------- | ---------------- | ----------------- |
| 1  | Densetsu no eiyū-tachi no tanjō (伝説の英雄達の誕生) | 30 novembre 2017 | 978-4-04-734888-2 |
| 2  | Hariko no eiyū (張子の英雄)                          | 30 juillet 2018  | 978-4-04-735227-8 |

### Manga
Une adaptation en manga dessinée par Shunsuke Ogata est lancée sur le webzine Young Ace Up de Kadokawa depuis le 1er mars 2016,. Les chapitres sont rassemblés et édités dans le format tankōbon par Kadokawa avec le premier volume publié en novembre 2016 ; la série compte à ce jour vingt-sept volumes tankōbon.
Une adaptation de Kenja no mago Extra Story par Keisuke Shimizu est aussi publiée sur le Young Ace Up à partir du 25 juillet 2018,. Un premier volume est publié en mars 2019 ; deux volumes tankōbon ont été publiés à ce jour.
Une adaptation du roman dérivé Kenja no mago SP par Shūji Nishizawa est également publiée sur le Young Ace Up à partir du 25 juin 2019,. Un premier volume est publié en mars 2019.
Dessiné par Takuma Ishii, Kenja no mago SS, un autre manga dérivé dépeignant le quotidien des magiciens ultimes, est lancé sur le Young Ace Up le 19 septembre 2019. Un premier volume est publié en juillet 2020.

#### Liste des volumes

##### Kenja no mago
| no | Japonais         | Japonais          |
| no | Date de sortie   | ISBN              |
| -- | ---------------- | ----------------- |
| 1  | 26 novembre 2016 | 978-4-04-105036-1 |
| 2  | 25 février 2017  | 978-4-04-105536-6 |
| 3  | 25 avril 2017    | 978-4-04-105537-3 |
| 4  | 25 juillet 2017  | 978-4-04-105786-5 |
| 5  | 24 octobre 2017  | 978-4-04-105787-2 |
| 6  | 2 février 2018   | 978-4-04-105789-6 |
| 7  | 3 juillet 2018   | 978-4-04-106931-8 |
| 8  | 4 octobre 2018   | 978-4-04-106932-5 |
| 9  | 29 décembre 2018 | 978-4-04-106933-2 |
| 10 | 30 mars 2019     | 978-4-04-106934-9 |
| 11 | 25 avril 2019    | 978-4-04-108121-1 |
| 12 | 10 octobre 2019  | 978-4-04-108122-8 |
| 13 | 4 février 2020   | 978-4-04-108123-5 |
| 14 | 10 juillet 2020  | 978-4-04-108124-2 |
| 15 | 10 octobre 2020  | 978-4-0410-9900-1 |
| 16 | 10 février 2021  | 978-4-0410-9917-9 |
| 17 | 9 juillet 2021   | 978-4-0411-1470-4 |
| 18 | 9 novembre 2021  | 978-4-0411-1471-1 |
| 19 | 10 mars 2022     | 978-4-0411-1472-8 |
| 20 | 9 septembre 2022 | 978-4-04-112620-2 |
| 21 | 10 février 2023  | 978-4-04-113256-2 |
| 22 | 9 juin 2023      | 978-4-04-113697-3 |
| 23 | 7 décembre 2023  | 978-4-04-114242-4 |
| 24 | 9 avril 2024     | 978-4-04-114643-9 |
| 25 | 10 octobre 2024  | 978-4-04-115271-3 |
| 26 | 10 mars 2025     | 978-4-04-115798-5 |
| 27 | 7 août 2025      | 978-4-04-116417-4 |

##### Kenja no mago Extra Story
| no | Japonais       | Japonais          |
| no | Date de sortie | ISBN              |
| -- | -------------- | ----------------- |
| 1  | 30 mars 2019   | 978-4-04-108016-0 |
| 2  | 4 février 2020 | 978-4-04-108017-7 |

##### Kenja no mago SP
| no | Japonais       | Japonais          |
| no | Date de sortie | ISBN              |
| -- | -------------- | ----------------- |
| 1  | 4 février 2020 | 978-4-04-109051-0 |

##### Kenja no mago SS
| no | Japonais         | Japonais          |
| no | Date de sortie   | ISBN              |
| -- | ---------------- | ----------------- |
| 1  | 26 novembre 2016 | 978-4-04-109474-7 |

### Anime
Un projet d'adaptation en un anime a été annoncée par Kadokawa en septembre 2017 avec la diffusion d'une vidéo promotionnelle de la série,. Il a ensuite été confirmé qu'il s'agit d'une série télévisée d'animation qui est réalisée par Masafumi Tamura et écrite par Tatsuya Takahashi au sein du studio d'animation Silver Link ; Yuki Sawairi a fourni les character designers tandis que Kow Otani compose la bande originale de la série chez avex pictures,. Elle est diffusée pour la première fois au Japon entre le 10 avril et le 26 juin 2019 sur AT-X, et un peu plus tard sur ABC, Tokyo MX et BS11,. Une projection en avant-première des quatre premiers épisodes a eu lieu le 2 mars 2019 à Tokyo. La série est composée de 12 épisodes de 24 minutes répartis dans trois coffrets Blu-ray/DVD.
Wakanim détient les droits de diffusion en simulcast de la série dans les pays francophones sous le titre Wise Man's Grandchild. Funimation détient les droits de diffusion en simulcast de la série aux États-Unis, au Canada, dans les îles Britanniques et en Australasie.
La chanson de l'opening de la série, intitulée Ultimate☆Magic (アルティメット☆MAGIC, Arutimetto☆Magic), est interprétée par le groupe i☆Ris, tandis que celle de l'ending, intitulée Attōteki Vivid Days (圧倒的Vivid Days), est interprétée par la chanteuse virtuelle Nanami Yoshi. (吉七味。),.

#### Liste des épisodes
| No | Titre français                                              | Titre japonais         | Titre japonais                  | Date de 1re diffusion |
| No | Titre français                                              | Kanji                  | Rōmaji                          | Date de 1re diffusion |
| -- | ----------------------------------------------------------- | ---------------------- | ------------------------------- | --------------------- |
| 1  | L'innocent dans la capitale royale                          | 世間知らず、王都に立つ | Sekanshirazu, ōto ni tatsu      | 10 avril 2019         |
| 2  | Le manque de bon sens du nouvel élève                       | 常識破りの新入生       | Jōshiki-yaburi no shin'nyūsei   | 17 avril 2019         |
| 3  | Déclenchement de l'état d'urgence !                         | 緊急事態発生！         | Kinkyū jitai hassei!            | 24 avril 2019         |
| 4  | Le Nom de l'Éminence grise                                  | 黒幕の名は             | Kuromaku no na wa               | 1er mai 2019          |
| 5  | Un nouvel héros unique                                      | 破天荒な新英雄         | Hatenkōna shin eiyū             | 8 mai 2019            |
| 6  | Le Début des hostilités et les Formations conjointes        | 開戦と合同訓練         | Kaisen to gōdō kunren           | 15 mai 2019           |
| 7  | Allons au stage d'entraînement !                            | 合宿に行こう！         | Gasshuku ni ikō!                | 22 mai 2019           |
| 8  | Le Serment du ciel étoilé                                   | 星空の誓い             | Hoshizora no chikai             | 29 mai 2019           |
| 9  | Le Petit-fils, l'objet magique et l'annonce des fiançailles | 孫と魔道具と婚約披露   | Mago to madōgu to kon'yaku hirō | 5 juin 2019           |
| 10 | La Chute de l'Empire                                        | 滅亡する帝国           | Metsubō suru teikoku            | 12 juin 2019          |
| 11 | Le groupe de magiciens le plus puissant de tous les temps   | 史上最強の魔法師集団   | Shijō saikyō no mahō-shi shūdan | 19 juin 2019          |
| 12 | Puis, vers le monde…                                        | そして、世界へ…        | Soshite, sekai e…               | 26 juin 2019          |

## Accueil
En mai 2019, le tirage total de la série s'élève à 3 millions d'exemplaires.

### Sources
1. 1 2  (ja) Tsuyoshi Yoshioka, « 賢者の孫 », sur Shōsetsuka ni narō,‎ 2 janvier 2015 (consulté le 16 mars 2019)
2. 1 2  (en) Mikikazu Komatsu, « Anime Adaptation of Tsuyoshi Yoshioka's Fantasy Light Novel "The Wise Grandson" in The Works : Another "Reincarnation to Another World" novel has printed 800,000 copies in Japan », sur Crunchyroll, 22 septembre 2017 (consulté le 16 mars 2019)
3. 1 2 3  (en) Rafael Antonio Pineda, « Kenja no Mago Fantasy Novels Get Anime : Story about reincarnated boy who grows up with magical talent but no common sense debuted in 2015 », sur Anime News Network, 22 septembre 2017 (consulté le 16 mars 2019)
4. 1 2  (en) Crystalyn Hodgkins, « Kenja no Mago TV Anime Reveals Main Staff, Visual, April 2019 Premiere : Yūsuke Kobayashi stars in story of man reincarnated into magical world », sur Anime News Network, 22 septembre 2018 (consulté le 16 mars 2019)
5. 1 2  (en) Egan Loo, « Kenja no Mago Anime Reveals More Cast, April 10 Debut, New Visual : Miyu Kubota, Arisa Shida, Megumi Yamaguchi, Juri Nagatsuma, more join cast », sur Anime News Network, 25 février 2019 (consulté le 16 mars 2019)
6. 1 2  (ja) « ON AIR », sur Site officiel, 25 février 2019 (consulté le 16 mars 2019)
7. 1 2 3 4 5 6 7 8 9 10 11 12 13 14 15 16  (ja) « STAFF･CAST », sur Site officiel (consulté le 16 mars 2019)
8. 1 2  (en) Crystalyn Hodgkins, « Kenja no Mago TV Anime Reveals Main Staff, Visual, April 2019 Premiere : Yūsuke Kobayashi stars in story of man reincarnated into magical world », sur Anime News Network, 20 septembre 2018 (consulté le 16 mars 2019)
9. 1 2 3 4 5  (en) Crystalyn Hodgkins, « Kenja no Mago Anime's Teaser Video Reveals Opening Artist, 5 More Cast Members : Rina Hon'izumi, Shohei Komatsu, more join cast for series premiering in April », sur Anime News Network, 20 décembre 2018 (consulté le 16 mars 2019)
10. ↑  (en) Jennifer Sherman, « Kenja no Mago Anime Casts Toshiyuki Morikawa : TV anime series premieres in April », sur Anime News Network, 5 février 2019 (consulté le 16 mars 2019)
11. 1 2 3 4 5 6 7 8  (ja) « アニメ「賢者の孫」は4月10日スタート、キービジュ＆追加キャスト解禁 », sur natalie.mu,‎ 25 février 2019 (consulté le 16 mars 2019)
12. ↑  (ja) Tsuyoshi Yoshioka, « 賢者の孫の完結と、今後の予定について », sur Shōsetsuka ni narō,‎ 18 novembre 2022 (consulté le 17 janvier 2023)
13. ↑  (ja) Tsuyoshi Yoshioka, « 『賢者の孫　Extra　Story』　の表紙公開です。 », sur Shōsetsuka ni narō,‎ 6 novembre 2017 (consulté le 16 mars 2019)
14. ↑  (ja) Tsuyoshi Yoshioka, « 大変お待たせしました。 », sur Shōsetsuka ni narō,‎ 25 juillet 2018 (consulté le 16 mars 2019)
15. ↑  (ja) « 賢者の孫を読む », sur Young Ace Up, Kadokawa,‎ 1er mars 2016 (consulté le 16 mars 2019)
16. ↑  (ja) « なろう小説「賢者の孫」マンガ版1巻、実力あり常識なしの青年が魔法学院へ », sur natalie.mu,‎ 26 novembre 2016 (consulté le 16 mars 2019)
17. 1 2  (ja) « 【8月7日付】本日発売の単行本リスト », sur natalie.mu,‎ 7 août 2025 (consulté le 7 août 2025)
18. ↑  (ja) « 「賢者の孫」外伝作品がマンガ化、シンを育てたマーリンとメリダの過去描く », sur natalie.mu,‎ 26 juillet 2018 (consulté le 16 mars 2019)
19. ↑  (ja) « 賢者の孫 Extra Storyを読む », sur Young Ace Up, Kadokawa,‎ 1er mars 2016 (consulté le 16 mars 2019)
20. ↑  (ja) « 「賢者の孫」シンを育てたマーリンとメリダの若かりし頃描く外伝がマンガに », sur natalie.mu,‎ 30 mars 2019 (consulté le 10 avril 2019)
21. ↑  (ja) « 【2月4日付】本日発売の単行本リスト », sur natalie.mu,‎ 4 février 2020 (consulté le 4 février 2020)
22. ↑  (ja) « 「賢者の孫SP」新連載、メイ王女が戦うスピンオフ小説がマンガ化 », sur natalie.mu,‎ 25 juin 2019 (consulté le 18 octobre 2019)
23. ↑  (ja) « 賢者の孫SP », sur Young Ace Up, Kadokawa,‎ 25 juin 2019 (consulté le 18 octobre 2019)
24. ↑  (ja) « 「賢者の孫SP」1巻、メイ王女が正義の味方の魔法少女として悪と闘う », sur natalie.mu,‎ 4 février 2020 (consulté le 4 février 2020)
25. ↑  (ja) « 賢者の孫SS », sur Young Ace Up, Kadokawa,‎ 25 septembre 2019 (consulté le 18 octobre 2019)
26. ↑  (ja) « アニメ「賢者の孫」一挙に4話観れる“型破り”な先行上映会、小林裕介らも登壇 », sur natalie.mu,‎ 13 mars 2019 (consulté le 17 mars 2019)
27. ↑  (ja) « Blu-ray&DVD : 賢者の孫 第3巻 », sur Site officiel (consulté le 10 avril 2019)
28. ↑  Wakanim (@Wakanim), « Soyez les premiers à découvrir Wise Man’s Grandchild sur Wakanim ! », sur Twitter, 10 avril 2019 (consulté le 10 avril 2019)
29. ↑  (en) Egan Loo, « Funimation to Stream Isekai Quartet, New Strike Witches, Helpful Fox Senko-san, Wise Man's Grandchild Anime : All 4 series to stream with English subtitles, dub », sur Anime News Network, 8 avril 2019 (consulté le 10 avril 2019)
30. ↑  (ja) « 「賢者の孫」i☆RisのOP曲＆バーチャルタレント・吉七味。のED曲聞けるPV », sur natalie.mu,‎ 2 mars 2019 (consulté le 16 mars 2019)
31. ↑  (ja) « メインPV公開！OP・ED主題歌の音源も初解禁！ », sur Site officiel,‎ 4 mars 2019 (consulté le 16 mars 2019)
32. ↑  (en) Mikikazu Komatsu, « Wise Man's Grandchild Series Has Shipped Three Million Copies : SILVER LINK.-produced TV anime adaptation is now simulcast on Crunchyroll », sur Crunchyroll, 24 mai 2019 (consulté le 7 juin 2019)

### Œuvres
Édition japonaise
Light novel
1. 1 2  (ja) « 賢者の孫　常識破りの新入生 », sur Kadokawa (consulté le 16 mars 2019)
2. 1 2  (ja) « 賢者の孫２　破天荒な新英雄 », sur Kadokawa (consulté le 16 mars 2019)
3. 1 2  (ja) « 賢者の孫3 史上最強の魔法師集団 », sur Kadokawa (consulté le 16 mars 2019)
4. 1 2  (ja) « 賢者の孫4 天下無双の魔王降臨 », sur Kadokawa (consulté le 16 mars 2019)
5. 1 2  (ja) « 賢者の孫5 狂瀾怒濤の三国会談 », sur Kadokawa (consulté le 16 mars 2019)
6. 1 2  (ja) « 賢者の孫6 英姿颯爽の神使降誕 », sur Kadokawa (consulté le 16 mars 2019)
7. 1 2  (ja) « 賢者の孫7 豪勇無双の英雄再臨 », sur Kadokawa (consulté le 16 mars 2019)
8. 1 2  (ja) « 賢者の孫8 遊嬉宴楽の英雄生誕祭 », sur Kadokawa (consulté le 16 mars 2019)
9. 1 2  (ja) « 賢者の孫9 驚天動地の魔人襲来 », sur Kadokawa (consulté le 16 mars 2019)
10. 1 2  (ja) « 賢者の孫SP おうじょさま奮闘記 », sur Kadokawa (consulté le 16 mars 2019)
11. 1 2  (ja) « 賢者の孫10 不撓不屈の魔王さま », sur Kadokawa (consulté le 17 mai 2019)
12. 1 2  (ja) « 賢者の孫11 一騎当千の新英雄 », sur Kadokawa (consulté le 18 octobre 2019)
13. 1 2  (ja) « 賢者の孫12 合縁奇縁な仲間たち », sur Kadokawa (consulté le 5 mars 2020)
14. 1 2  (ja) « 賢者の孫13 雷轟電撃の魔竜討伐 », sur Kadokawa (consulté le 17 janvier 2023)
15. 1 2  (ja) « 賢者の孫14 栄耀栄華の新世界 », sur Kadokawa (consulté le 17 janvier 2023)
16. 1 2  (ja) « 賢者の孫15 和気藹々な乙女たち », sur Kadokawa (consulté le 17 janvier 2023)
17. 1 2  (ja) « 賢者の孫16 四面楚歌の転生者 », sur Kadokawa (consulté le 17 janvier 2023)
18. 1 2  (ja) « 賢者の孫17 永遠無窮の英雄譚 », sur Kadokawa (consulté le 17 janvier 2023)

Kenja no mago Extra Story
1. 1 2  (ja) « 賢者の孫 Extra Story 伝説の英雄達の誕生 », sur Kadokawa (consulté le 16 mars 2019)
2. 1 2  (ja) « 賢者の孫 Extra Story2 張子の英雄 », sur Kadokawa (consulté le 16 mars 2019)

Manga
Kenja no mago
1. 1 2  (ja) « 賢者の孫　（１） », sur Kadokawa (consulté le 16 mars 2019)
2. 1 2  (ja) « 賢者の孫　（２） », sur Kadokawa (consulté le 16 mars 2019)
3. 1 2  (ja) « 賢者の孫　（３） », sur Kadokawa (consulté le 16 mars 2019)
4. 1 2  (ja) « 賢者の孫　（４） », sur Kadokawa (consulté le 16 mars 2019)
5. 1 2  (ja) « 賢者の孫　（５） », sur Kadokawa (consulté le 16 mars 2019)
6. 1 2  (ja) « 賢者の孫　（６） », sur Kadokawa (consulté le 16 mars 2019)
7. 1 2  (ja) « 賢者の孫　（７） », sur Kadokawa (consulté le 16 mars 2019)
8. 1 2  (ja) « 賢者の孫　（８） », sur Kadokawa (consulté le 16 mars 2019)
9. 1 2  (ja) « 賢者の孫　（９） », sur Kadokawa (consulté le 16 mars 2019)
10. 1 2  (ja) « 賢者の孫　（１０） », sur Kadokawa (consulté le 16 mars 2019)
11. 1 2  (ja) « 賢者の孫　（１１） », sur Kadokawa (consulté le 16 mars 2019)
12. 1 2  (ja) « 賢者の孫　（１２） », sur Kadokawa (consulté le 18 octobre 2019)
13. 1 2  (ja) « 賢者の孫　（１３） », sur Kadokawa (consulté le 4 février 2020)
14. 1 2  (ja) « 賢者の孫　（１４） », sur Kadokawa (consulté le 4 février 2020)
15. 1 2  (ja) « 賢者の孫　（１５） », sur Kadokawa (consulté le 17 janvier 2023)
16. 1 2  (ja) « 賢者の孫　（１６） », sur Kadokawa (consulté le 17 janvier 2023)
17. 1 2  (ja) « 賢者の孫　（１７） », sur Kadokawa (consulté le 17 janvier 2023)
18. 1 2  (ja) « 賢者の孫　（１８） », sur Kadokawa (consulté le 17 janvier 2023)
19. 1 2  (ja) « 賢者の孫　（１９） », sur Kadokawa (consulté le 17 janvier 2023)
20. 1 2  (ja) « 賢者の孫　（２０） », sur Kadokawa (consulté le 17 janvier 2023)
21. 1 2  (ja) « 賢者の孫　（２１） », sur Kadokawa (consulté le 17 janvier 2023)
22. 1 2  (ja) « 賢者の孫　（２２） », sur Kadokawa (consulté le 2 mai 2023)
23. 1 2  (ja) « 賢者の孫　（２３） », sur Kadokawa (consulté le 13 novembre 2023)
24. 1 2  (ja) « 賢者の孫　（２４） », sur Kadokawa (consulté le 27 janvier 2024)
25. 1 2  (ja) « 賢者の孫　（２５） », sur Kadokawa (consulté le 15 septembre 2024)
26. 1 2  (ja) « 賢者の孫　（２６） », sur Kadokawa (consulté le 3 février 2025)
27. 1 2  (ja) « 賢者の孫　（２７） », sur Kadokawa (consulté le 17 juillet 2025)

Kenja no mago Extra Story
1. 1 2  (ja) « 賢者の孫 Extra Story　（１） », sur Kadokawa (consulté le 16 mars 2019)
2. 1 2  (ja) « 賢者の孫 Extra Story　（２） », sur Kadokawa (consulté le 4 février 2020)

Kenja no mago SP
1. 1 2  (ja) « 賢者の孫SP　（１） », sur Kadokawa (consulté le 4 février 2020)

Kenja no mago SS
1. 1 2  (ja) « 賢者の孫SS　（１） », sur Kadokawa (consulté le 10 juillet 2020)